# Bojkowo
Bojkowo (bułg. Бойково) – wieś w południowej Bułgarii, w obwodzie Płowdiw, w gminie Rodopi, w Rodopach. We wsi znajduje się zabytkowa cerkiew pw. św. Atanazego.

## Galeria

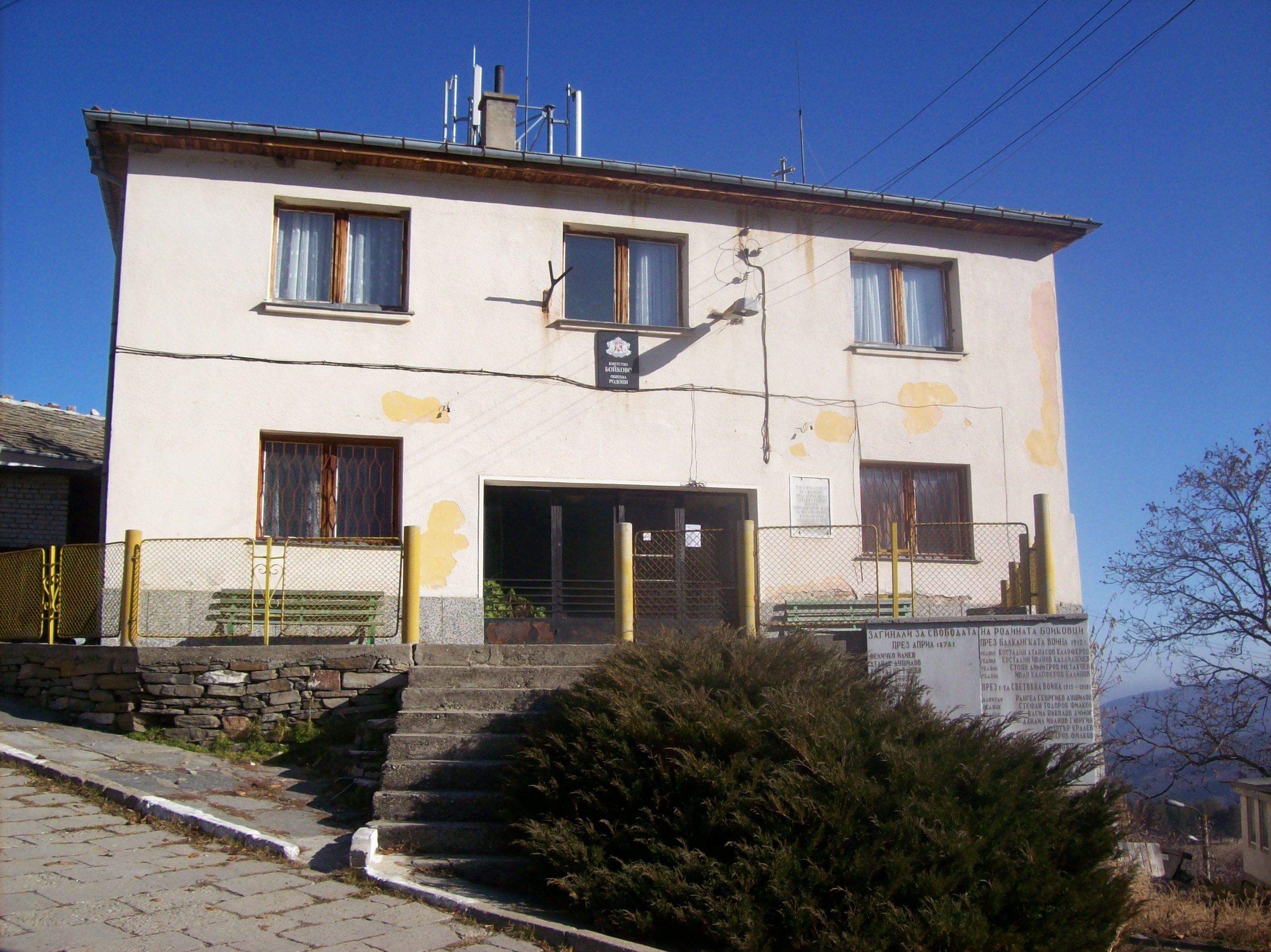
Kmetstwo
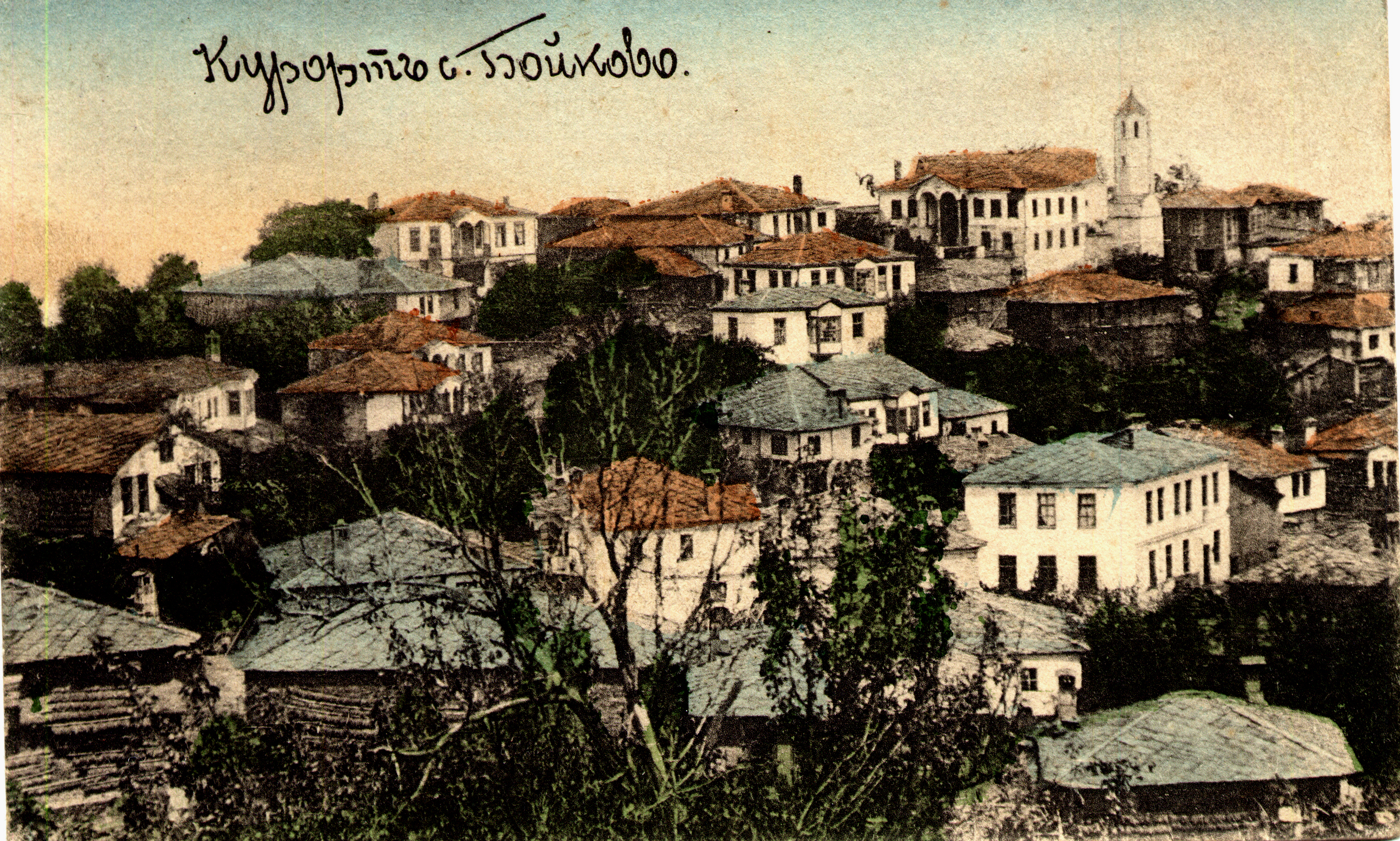
Obraz Bojkowa około 1900 roku
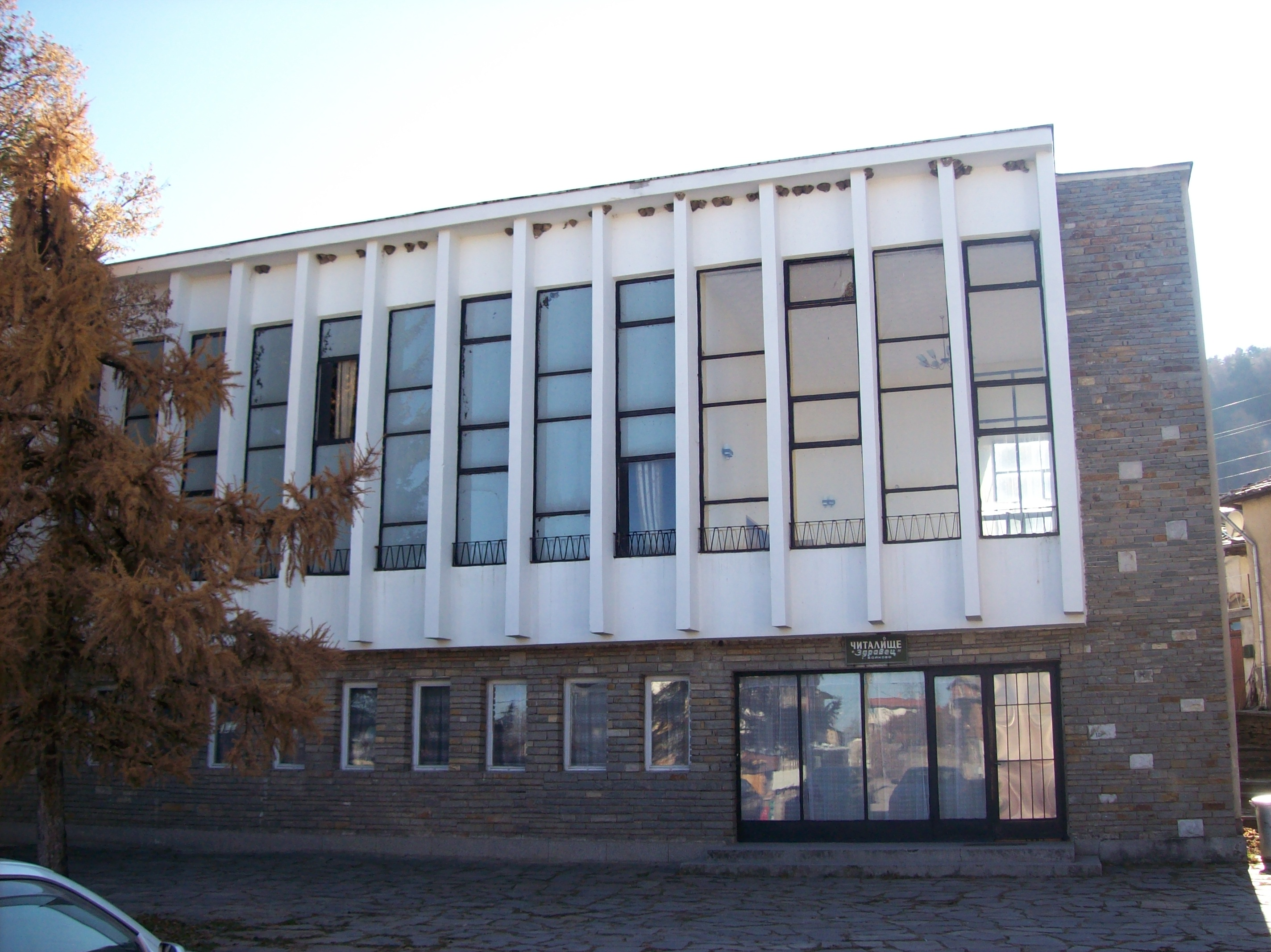
Dom kultury
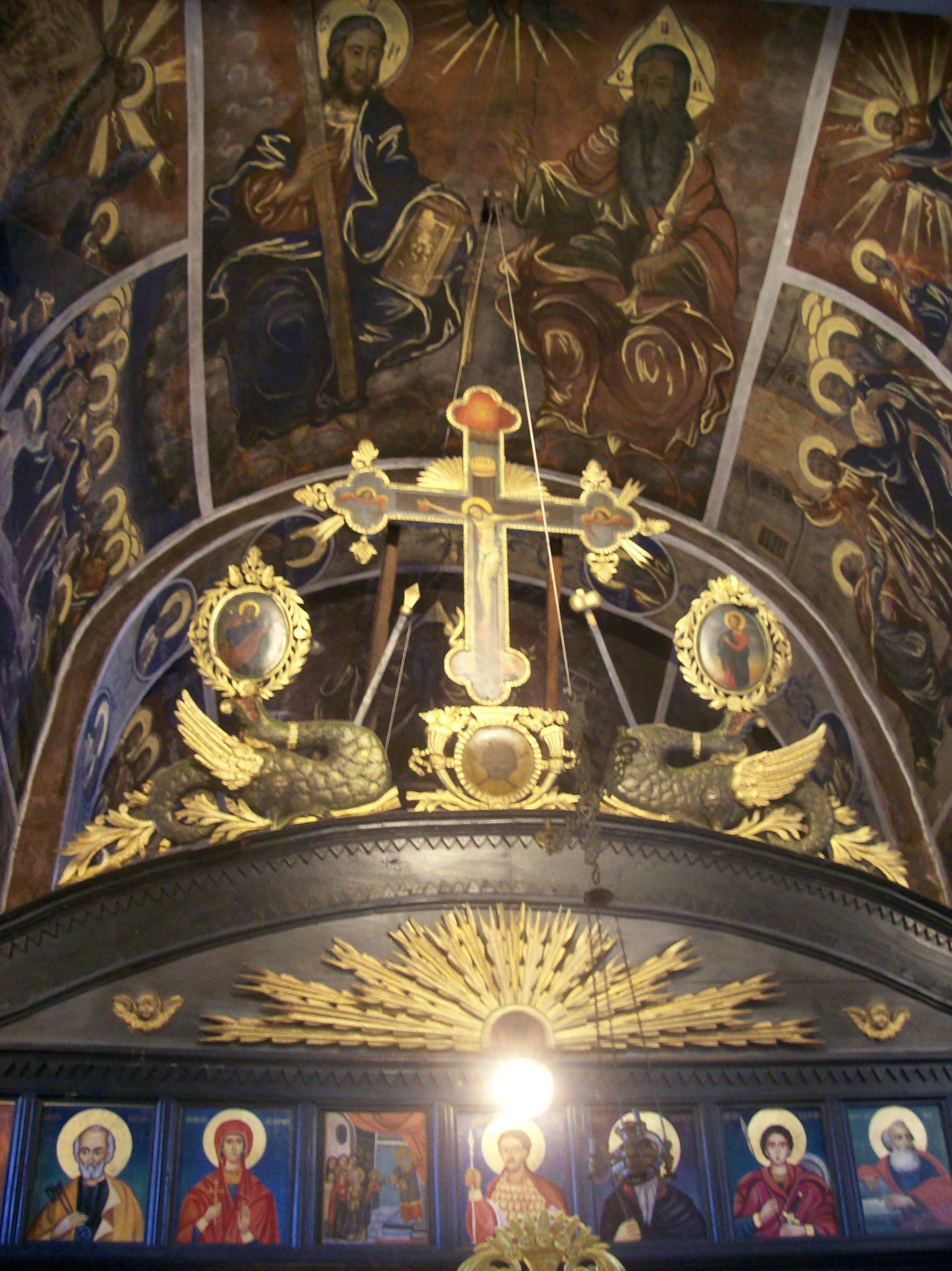
Wnętrze cerkwi Świętego Atanazego
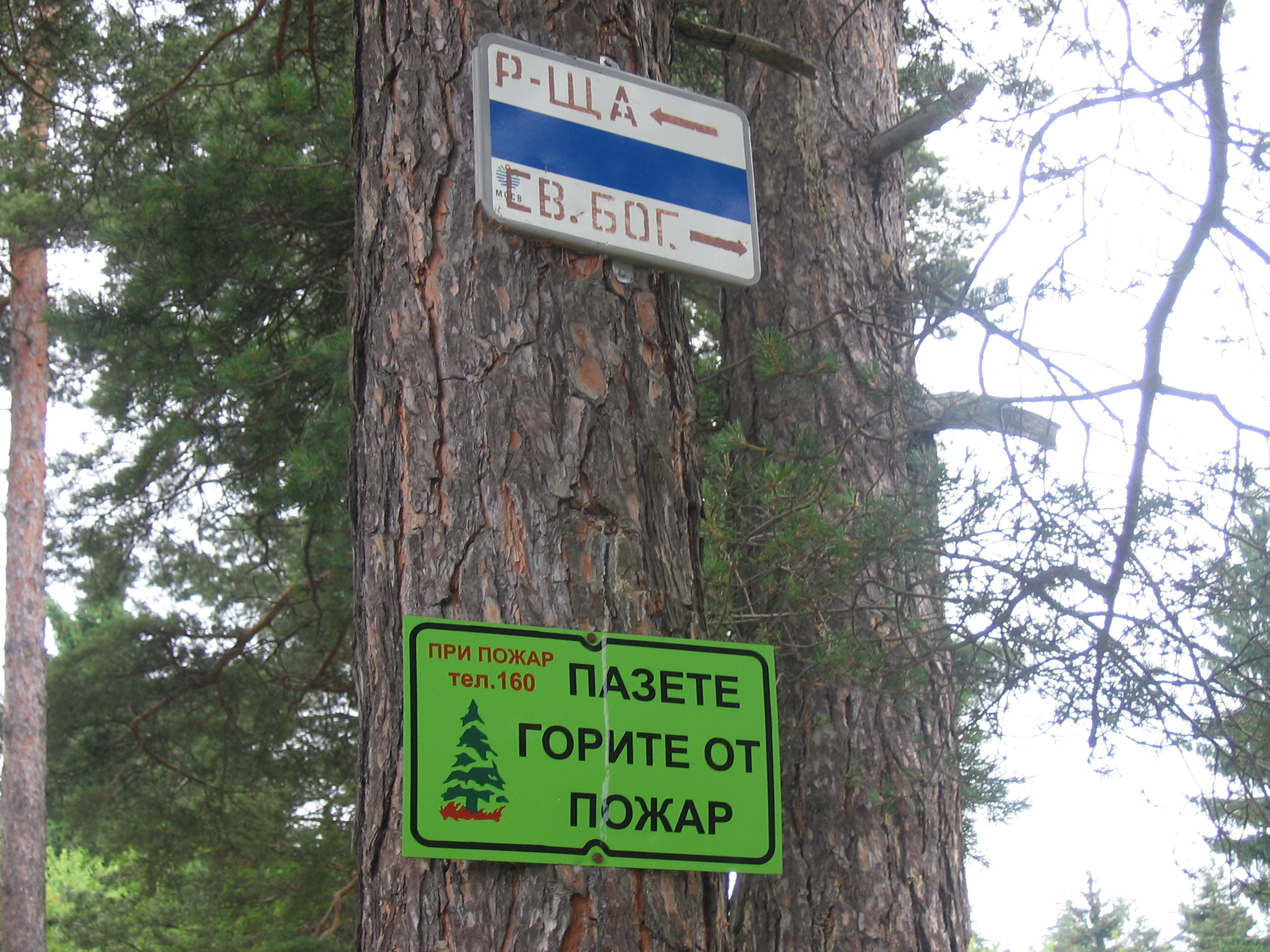
Tablica informacyjna w okolicznym lesie koło Bojkowa
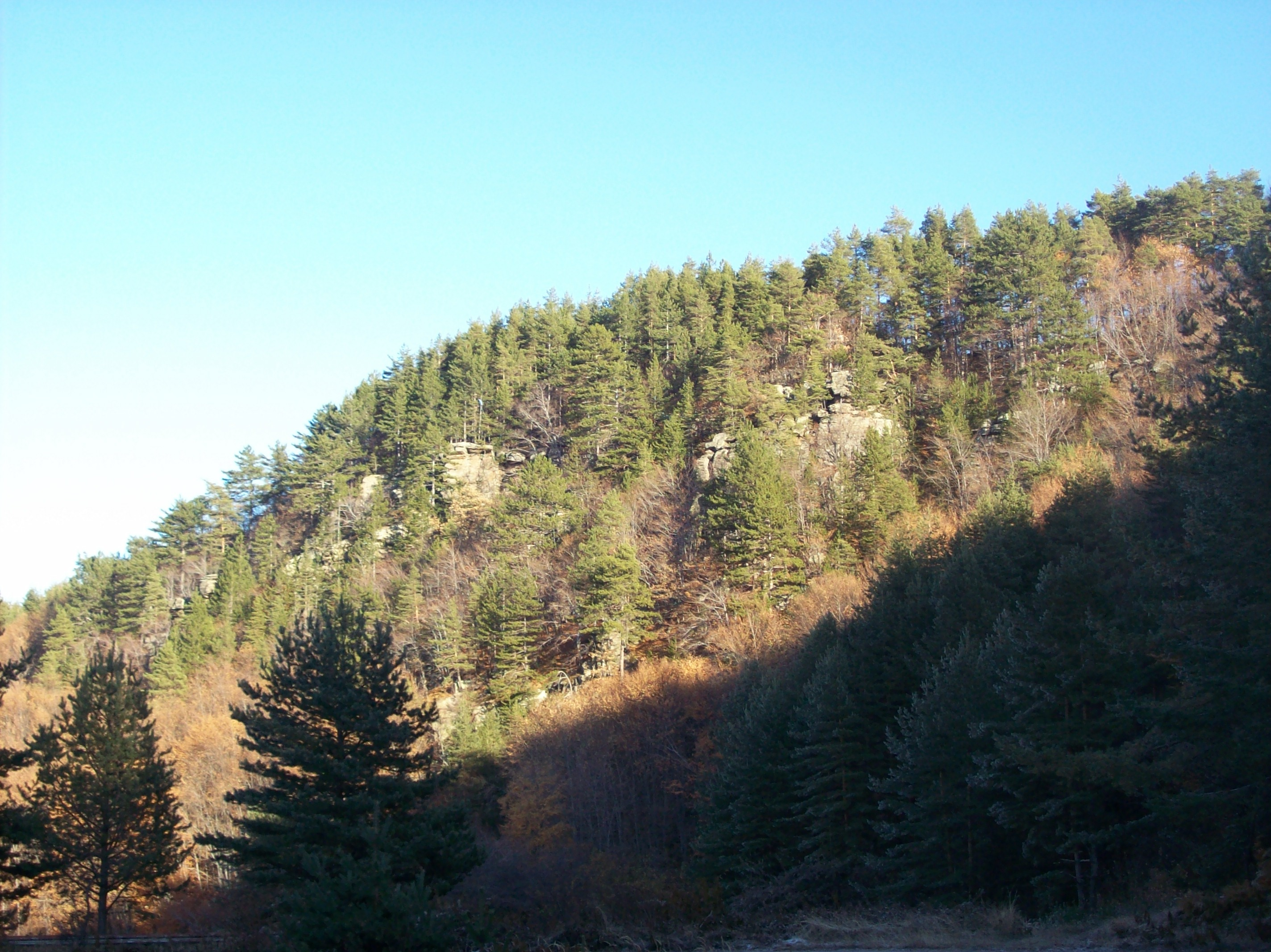
Las koło Bojkowa